# 고운중학교
고운중학교(고운中學校)는 대한민국 세종특별자치시 고운동에 있는 공립 중학교이다.

## 학교 연혁
- 2015년 3월 1일 : 고운중학교 개교
- 2016년 2월 5일 : 제1회 졸업 (78명)
- 2016년 3월 1일 : 신입생 230명 입학
- 2019년 9월 1일 : 제4대 권용봉 교장 부임
- 2023년 1월 3일 : 제8회 졸업식(306명)
- 2023년 3월 2일 : 제9회 입학식(300명)

## 참고 자료
- 고운중학교 - 한국교육학술정보원 학교알리미